# Modern Standaardarabisch
Modern Standaardarabisch (MSA; Arabisch : اللغة العربية الفصحى al-Lughah al-'Arabīyah al-Fusha 'de meest gesproken Arabische taal') is de hedendaagse Arabische standaardtaal, die gebruikt wordt in literatuur en in de meeste formele toespraken. Het is gebaseerd op de klassieke Arabische taal.

## Klassiek Arabisch
Klassiek Arabisch, ook wel bekend als Koranisch Arabisch, is de taal die gebruikt wordt in de Koran en in tal van literaire teksten uit Omajjaden en het kalifaat van de Abbasiden (7e tot 13e eeuw). Veel moslims bestuderen klassiek Arabisch om de Koran te kunnen lezen in de oorspronkelijke taal.

## Modern Standaardarabisch
Modern Standaardarabisch is de literaire standaard voor het Midden-Oosten, Noord-Afrika, de Hoorn van Afrika en een van de zes officiële talen van de Verenigde Naties. Het meeste drukwerk in de Arabische Liga – inclusief de meeste boeken, kranten, tijdschriften, officiële documenten, en kinderboeken – is geschreven in MSA. "Alledaags" Arabisch verwijst naar de vele regionale varianten die zijn afgeleid uit het dagelijks gesproken Arabisch in de hele regio en die men als eerste taal leert. Vaak wordt er niet in deze regionale varianten geschreven, hoewel er een zekere hoeveelheid literatuur bestaat (vooral in de poëzie en toneelstukken). MSA is de officiële taal van de Arabische Liga en de enige vorm van Arabisch die onderwezen wordt op scholen. Daarnaast is er een aantal christelijke Arabische sprekers die hun gebeden in deze taal reciteren, omdat MSA wordt beschouwd als de literaire taal.
De sociolinguïstische situatie van het Arabisch in de moderne tijd biedt een goed voorbeeld van het taalkundig fenomeen diglossie – het gebruik van twee verschillende varianten van dezelfde taal, meestal in verschillende sociale contexten. Deze diglossische situatie vergemakkelijkt het door de spreker heen-en-weerschakelen tussen varianten van de taal, soms zelfs binnen dezelfde zin. Klassiek Arabisch wordt als maatgevend beschouwd.
Arabische bronnen hebben de neiging Modern Standaardarabisch en klassiek Arabisch als twee verschillende bronnen van één en dezelfde taal te duiden. Sprekers van Modern Standaardarabisch hoeven niet altijd de ingewikkelde regels van de klassieke Arabische grammatica te gebruiken. Modern Standaardarabisch verschilt voornamelijk met klassiek Arabisch op drie gebieden: woordenschat, stijl en bepaalde innovaties in de periferie die niet strikt worden gereguleerd door de klassieke autoriteiten.
Over het geheel genomen is Modern Standaardarabisch niet homogeen; er zijn auteurs die schrijven in een stijl die dicht bij die van de klassieke modellen aanleunt, terwijl anderen juist proberen nieuwe stilistische patronen toe te passen. Dit effect wordt vergroot door de regionale verschillen in woordenschat, afhankelijk van de invloed van de lokale dialecten en de invloeden van vreemde talen, zoals het Frans in Noord-Afrika en Libanon of het Engels in Egypte, Jordanië en andere landen.